# Ernst Höpfner
Karl Friedrich Ludwig Ernst Höpfner, född den 3 juni 1836 i Rawitsch, Posen, död den 28 februari 1915 i Göttingen, Hannover, var en tysk pedagog och ämbetsman.
Den i Leipzig promoverade Höpfner var verksam som överlärare i Neuruppin och blev 1894 föredragande råd och 1906 verkligt geheime överregeringsråd i kulturministeriet. Han var även kurator vid universitetet i Göttingen, där han arbetade till sin pensionering den 1 januari 1907.
Höpfner gifte sig 1864 med Helene Plathner och 1902 med Else Zoepritz, änka efter professor Bernhard von Kugler. Hans dotter Johanna (född 1874) äktade matematikern Arnold Sommerfeld.